# Tavernelle sul Metauro
Tavernelle sul Metauro este o arie protejată (arie specială de conservare — SAC, sit de importanță comunitară — SCI) din Italia întinsă pe o suprafață de 827 ha, integral pe uscat.

## Localizare
Centrul sitului Tavernelle sul Metauro este situat la coordonatele 43°43′45″N 12°54′05″E / 43.7292°N 12.9014°E.

## Înființare
Situl Tavernelle sul Metauro a fost declarat sit de importanță comunitară în iunie 1995 pentru a proteja 1 specie de plante și 26 de specii de animale. Situl a fost protejat și ca arie specială de conservare în decembrie 2016.

## Biodiversitate
Situată în ecoregiunea continentală, aria protejată conține 7 habitate naturale: Cursuri de apă de la nivel de câmpie la nivel montan, cu vegetație Ranunculion fluitantis și Callitricho-Batrachion, Lacuri eutrofice naturale cu vegetație de tip Magnopotamion sau Hydrocharition, Păduri de stejar alb estice, Păduri aluvionare cu Alnus glutinosa și Fraxinus excelsior (Alno-Padion, Alnion incanae, Salicion albae), Liziere de ierburi înalte hidrofile de câmpie și de nivel montan până la alpin, Râuri cu maluri nămoloase cu vegetație de Chenopodion rubri p.p. și Bidention p.p., Galerii de Salix alba și de Populus alba.
La baza desemnării sitului se află mai multe specii protejate:
- plante (1): Himantoglossum adriaticum
- păsări (21): uliu păsărar (Accipiter nisus), pescăruș albastru (Alcedo atthis), cucuvea (Athene noctua), șorecarul comun (Buteo buteo), Cettia cetti,  prundaș gulerat mic (Charadrius dubius), botgros (Coccothraustes coccothraustes), porumbel de scorbură (Columba oenas), porumbel gulerat (Columba palumbus), cioară neagră (Corvus corone), presură de munte (Emberiza cia), presură galbenă (Emberiza citrinella), presură de grădină (Emberiza hortulana), stârc pitic (Ixobrychus minutus), sfrâncioc roșiatic (Lanius collurio), ciuf-pitic (Otus scops), aușel cu cap galben (Regulus regulus), pițigoi-pungar (Remiz pendulinus), silvie de câmp (Sylvia communis), strigă (Tyto alba), pupăză (Upupa epops)
- amfibieni (1): Triturus carnifex
- nevertebrate (1): croitorul mare al stejarului (Cerambyx cerdo)
- pești (3): Barbus plebejus, Protochondrostoma genei, Rutilus rubilio

Pe lângă speciile protejate, pe teritoriul sitului au mai fost identificate 8 specii de plante, 2 specii de păsări, 3 specii de amfibieni, 2 specii de mamifere, 1 specie de pești, 6 specii de reptile.